# هر رنگی که دوست داری
«هر رنگی که دوست داری» (به انگلیسی: Any Colour You Like) قطعه موسیقی بی‌کلامی از گروه موسیقی پراگرسیو راک انگلیسی پینک فلوید است که در سال ۱۹۷۳ در آلبوم نیمه تاریک ماه آنها منتشر شد. این آهنگ توسط دیوید گیلمور، ریچارد رایت و نیک میسن نوشته شده و جزو دو آهنگی از آلبوم است که راجر واترز نقشی در ساختنش ندارد. این آهنگ و «کنسرتی بزرگ در آسمان» آخرین آهنگ‌هایی بودند که واترز تا زمانی که عضو گروه بود در نوشتن آن نقشی نداشته است.

## مشارکت کنندگان این آهنگ
- دیوید گیلمور – گیتار
- ریچارد رایت – کیبرد،اُرگ ، سینث‌سایزر
- نیک میسن – سازهای کوبه‌ای
- راجر واترز – گیتار بیس